# Sphodromantis pachinota
Sphodromantis pachinota es una especie de mantis de la familia Mantidae.

## Distribución geográfica
Se encuentra en Etiopía y Sudán.